# Viscount Beaumont of Swords

Wappen der Viscounts Beaumont of Swords

Viscount Beaumont of Swords, of Swords in the County of Dublin, war ein erblicher britischer Adelstitel in der Peerage of Ireland.
Der Titel wurde am 20. Mai 1622 für den englischen Politiker Sir Thomas Beaumont, 1. Baronet, geschaffen. Er war ein Urururururenkel eines jüngeren Sohnes des 4. Baron Beaumont. Ihm war bereits im 17. September 1619 in der Baronetage of England der fortan nachgeordnete Titel Baronet, of Cole Orton in the County of Leicester, verliehen worden. Beide Titel erloschen beim kinderlosen Tod seines Enkels, des 3. Viscounts, am 11. Juni 1702.

## Liste der Viscounts Beaumont of Swords (1622)
- Thomas Beaumont, 1. Viscount Beaumont of Swords (um 1582–1625)
- Sapcote Beaumont, 2. Viscount Beaumont of Swords (1614–1658)
- Thomas Beaumont, 3. Viscount Beaumont of Swords (1634–1702)